# DakhaBrakha

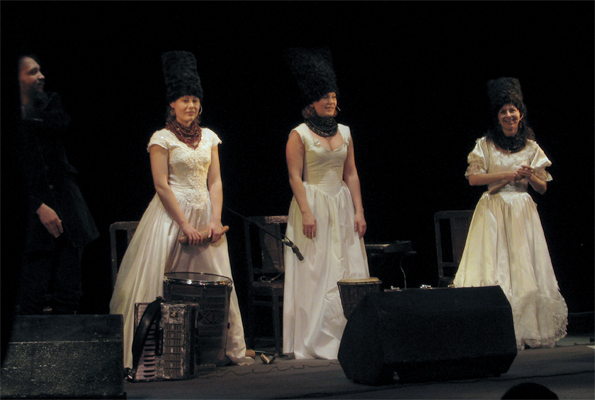
DakhaBrakha in Lviv in 2009

DakhaBrakha is een folkkwartet uit  Oekraïne dat muziekstijlen van verschillende etnische groepen combineert.

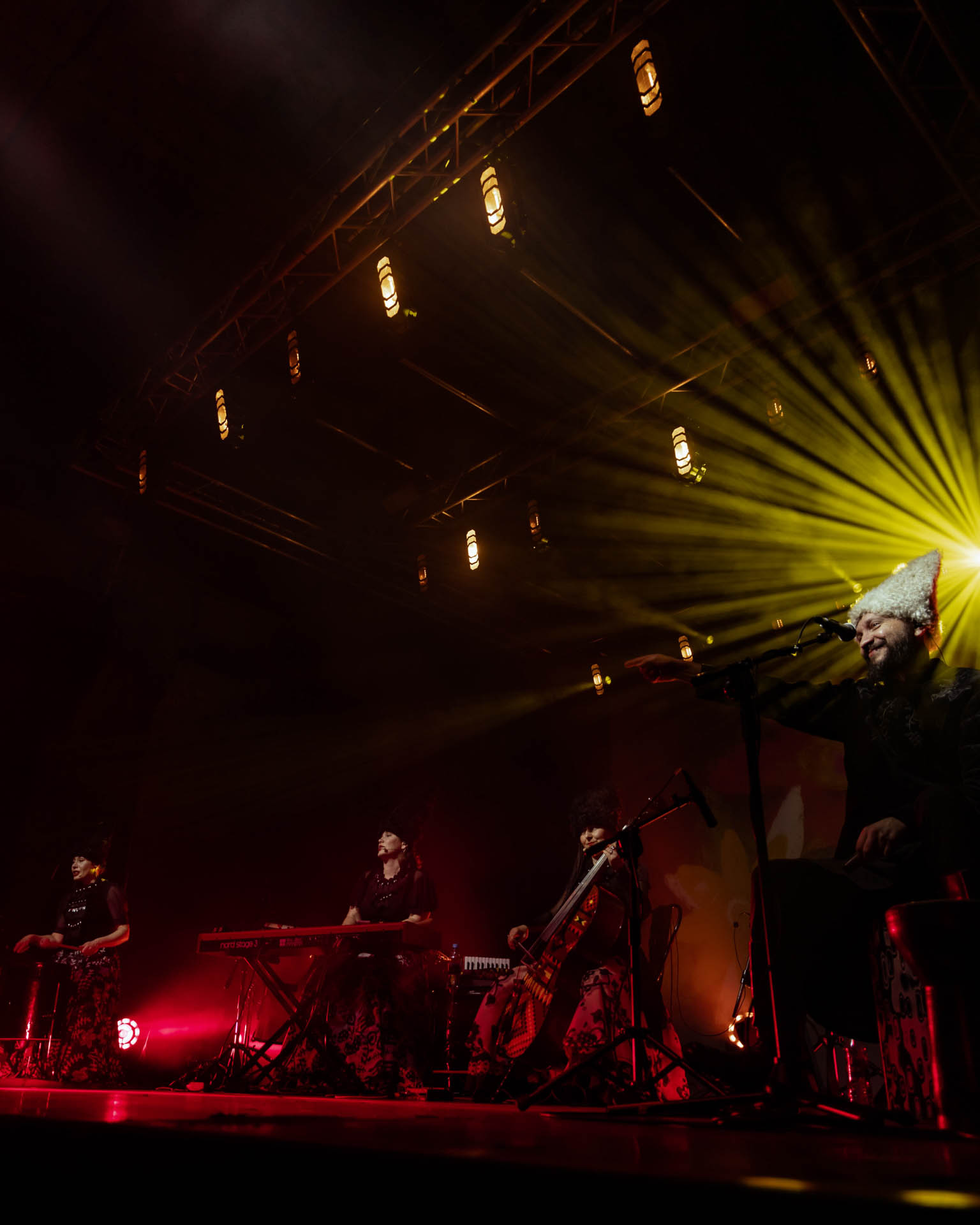
DakhaBrakha 2022

## Ontstaan
DakhaBrakha is gestart als een project van het Dakh Centrum voor Hedendaagse Kunst, geleid door Vladyslav Troitskyi. Troitskyi bleef ook nadien de producer van de band. Leden van DakhaBrakha nemen deel aan de andere projecten van het centrum, waaronder het vrouwencabaret-project Dakh Daughter en het het jaarlijkse festival Gogolfest.

## Naam
De naam van de groep is afgeleid van de Oekraïense werkwoorden Давати en Брати, die respectievelijk 'geven' en 'nemen' betekenen en verwijst ook naar het centrum waaruit ze voortkwamen.

## Leden
- Marko Halanevitsj – zang, Vaastrommel, tabla, didgeridoo, harmonica, accordeon, cajón, mondharp
- Olena Tsibulska – zang, percussie
- Irina Kovalenko – zang, djembe, fluit, buhay, piano, ukulele, zgaleyka, accordeon
- Nina Garenetska – zang, cello

Alle leden behalve Marko Halanevych zijn afgestudeerd aan de Nationale Taras Sjevtsjenko-universiteit van Kyiv. Nina Garenetska neemt ook deel aan het project Dakh Daughters.

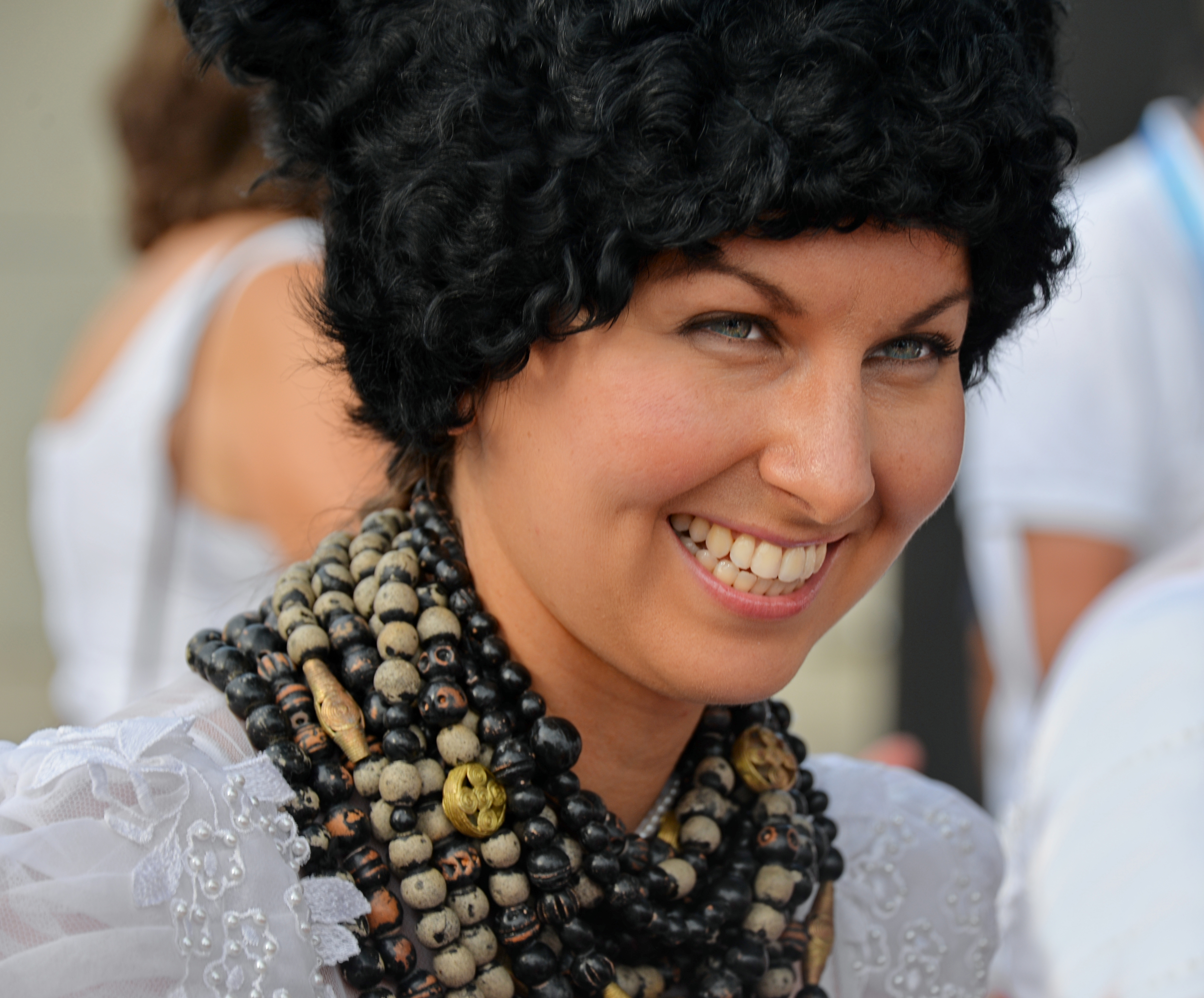
Nina Harenetska
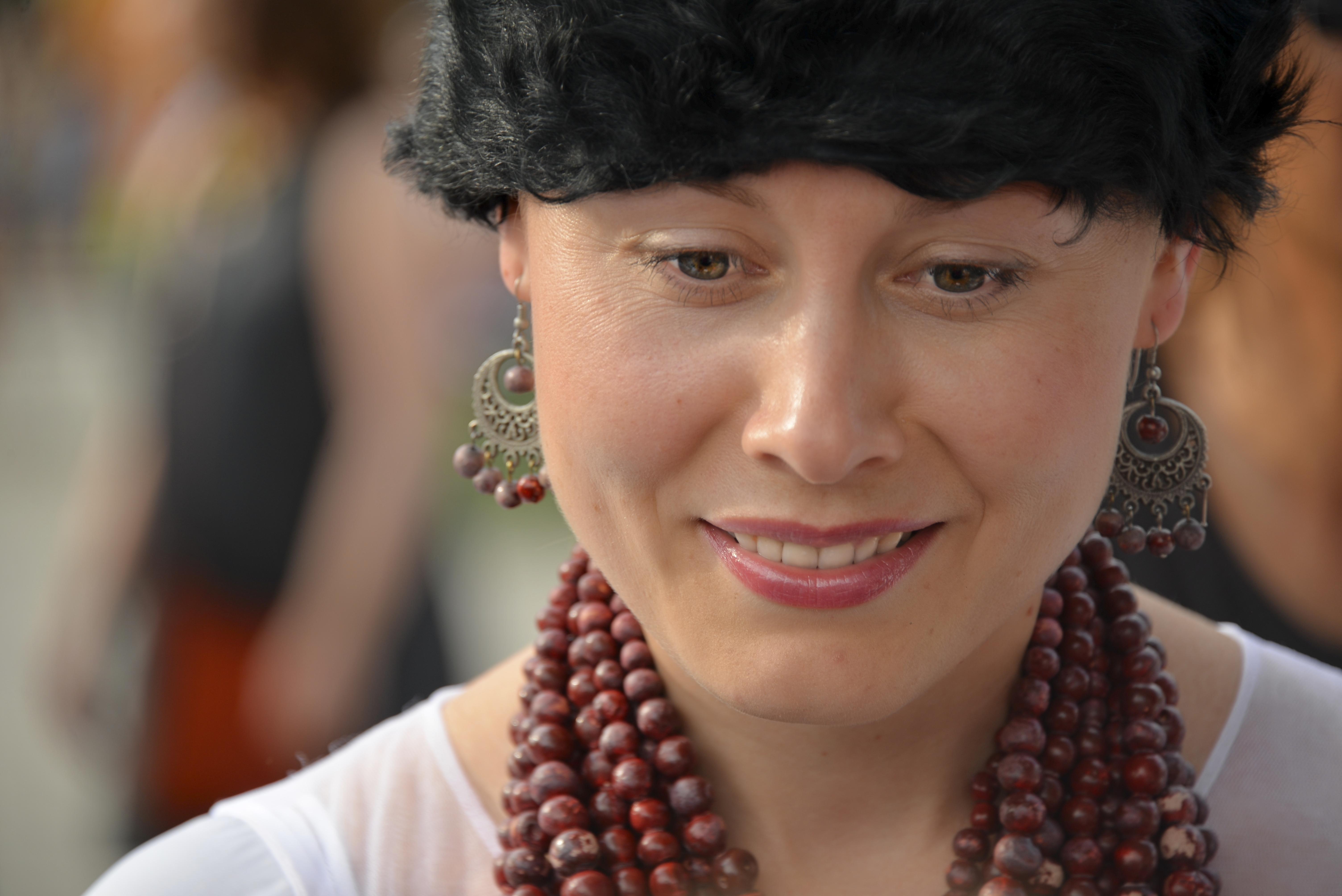
Olena Tsybulska
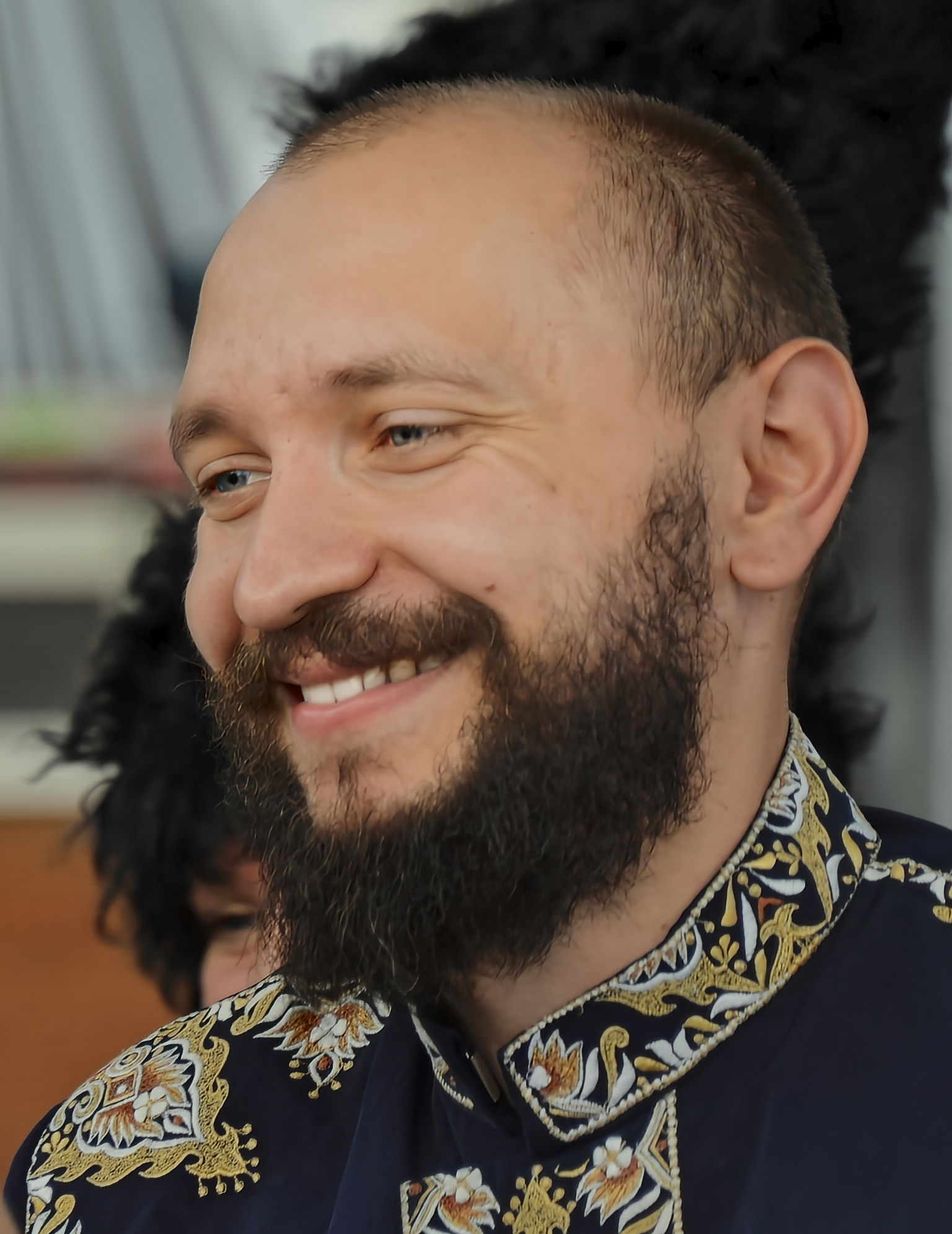
Marko Halanevych
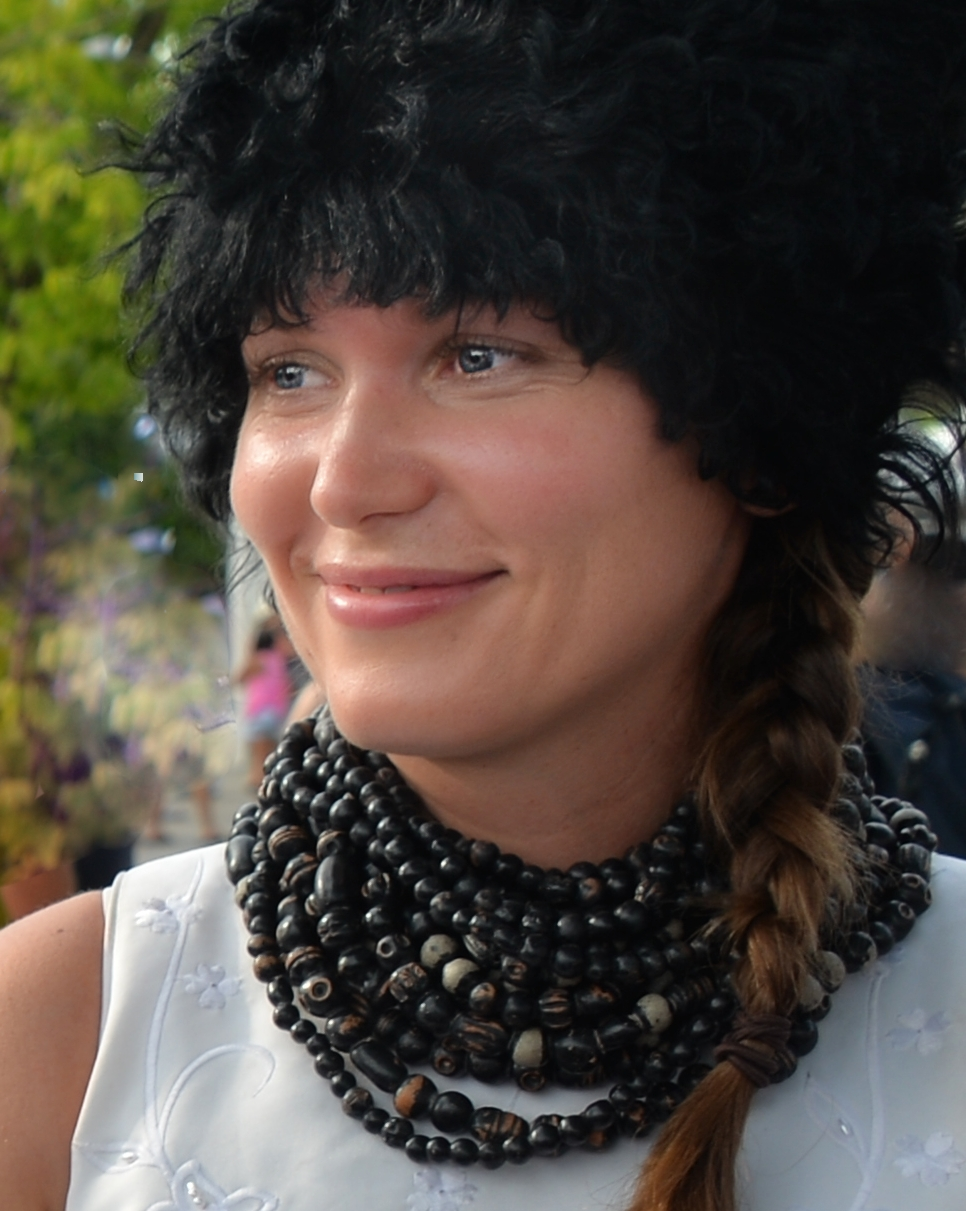
Iryna Kovalenko

## Discografie
- На добраніч (2005)
- Ягудки (2007)
- На межі (2009)
- Light (2010)
- Хмелева project (2012)
- Шлях / The Road (2016)
- Alambari (2020)

## Soundtracks
- 2018 – Trailer song for House 99, David Beckham's grooming brand (Verenigd Koninkrijk)
- 2017 – Bitter Harvest (Canada)
- 2017 – Mavka. The Forest Song (Oekraïne)
- 2017 – Fargo (Verenigde Staten)

## Succes
De groep won verschillende prijzen, zoals de Taras Sjevtsjenkoprijs in 2020. De groep speelde op verscheidene  festivals waaronder in de lage landen op Sfinks (2013) en Lowlands (2015).